# Jacques Combettes
Pour les articles homonymes, voir Combette.
Jacques Combettes est un footballeur français né le 30 mars 1946 à Sète. Il était défenseur.

## Biographie
Jacques Combettes joue principalement en faveur de Montpellier et de Sète.